# Coupe Memorial 1934
Navigation
Édition précédente Édition suivante
La finale de l'édition 1934 de la Coupe Memorial est présentée au Shea's Amphitheatre de Winnipeg au Manitoba. Le tournoi est disputé dans une série au meilleur de trois rencontres entre le vainqueur du trophée George T. Richardson, remis à l'équipe championne de l'est du Canada et le vainqueur de la Coupe Abbott remis au champion de l'ouest du pays.

## Équipes participantes
- Les St. Michael's Majors de Toronto de l'Association de hockey de l'Ontario, en tant que vainqueurs du trophée George T. Richardson.
- Les Athletics d'Edmonton de la Ligue de hockey junior d'Edmonton en tant que vainqueurs de la Coupe Abbott.

### Résultats
| Match | Vainqueur                       | Résultat | Perdant              | Lieu                           |
| ----- | ------------------------------- | -------- | -------------------- | ------------------------------ |
| 1     | St. Michael's Majors de Toronto | 5-0      | Athletics d'Edmonton | Shea's Amphitheatre (Winnipeg) |
| 2     | St. Michael's Majors de Toronto | 6-4      | Athletics d'Edmonton | Shea's Amphitheatre            |

## Effectifs
Voici la liste des joueurs des St. Michael's Majors de Toronto, équipe championne du tournoi 1934 :
- Entraîneur : Dr. W.J. LaFlamme
- Joueurs : John Acheson, Bobby Bauer, Frank Bauer, J.J. Burke, Mickey Drouillard, John Hamilton, Reg Hamilton, Art Jackson, Pep Kelly, Nick Metz, Leo McLean, Harvey Teno, Don Willson.